# Fevik
Fevik är en tidigare tätort i Grimstads kommun i Agder fylke i södra Norge. Orten ligger nordöst om kommunens centralort Grimstad och räknas numera som en del av tätorten Arendal.

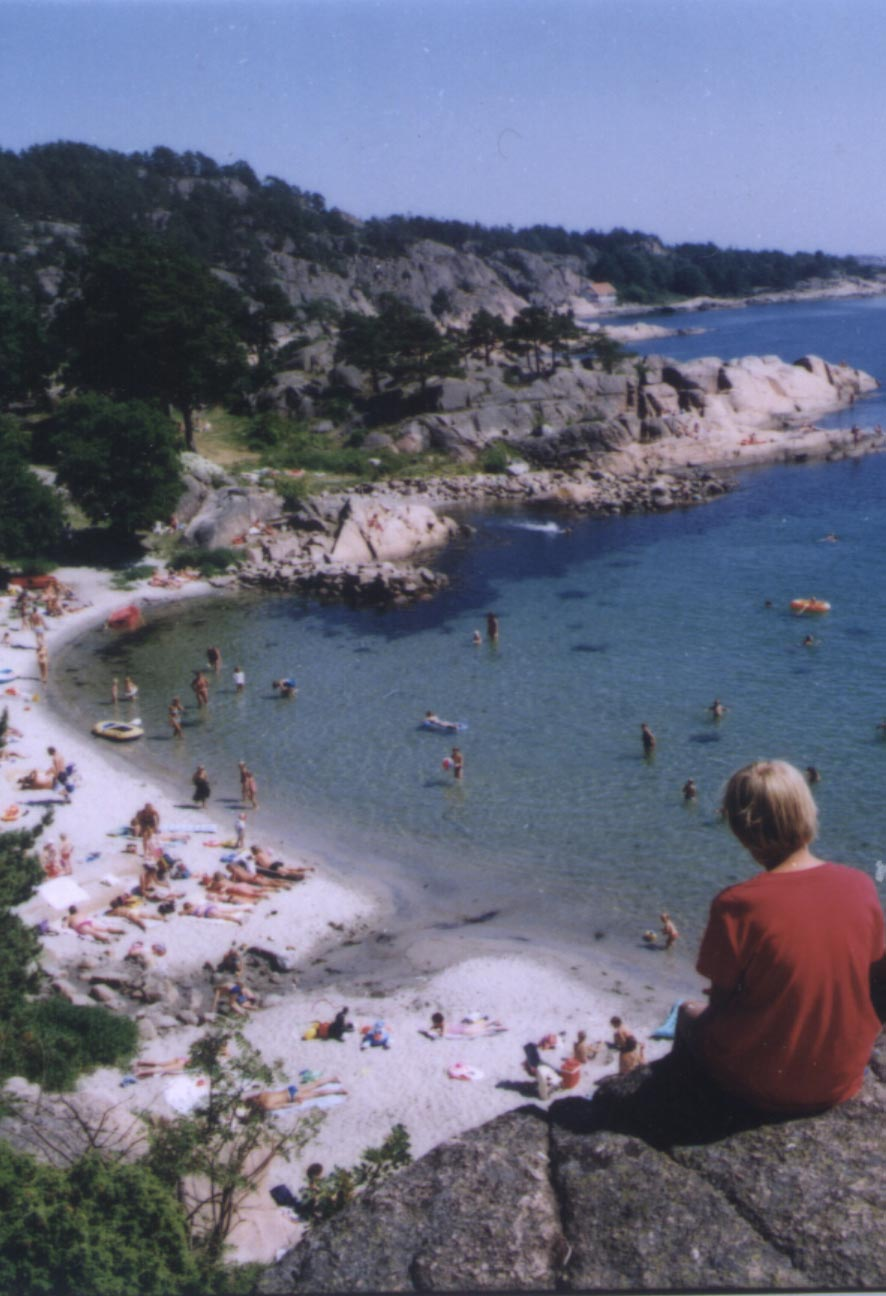
Stranden vid Randviga.